# 빈왕록
《빈왕록》(賓王錄)는 이승휴가 1290년에 편집한 기행문이다.

## 작품 소개
≪빈왕록≫은 이승휴가 서장관에 임명되어 1273년 원나라 수도 대도(북경)를 다녀온 후 1290년 10월에 편집해 남긴 기록이다. 1273년 원나라 황제가 황후와 황태자의 책봉을 천하에 반포하자, 고려에서는 이를 축하하는 사절단을 파견하게 된다. 이승휴는 사절단의 서장관이라는 직책으로 임명되고, 사행 길에 겪은 일과 황제를 만나 예를 표하는 예식까지 장장 112일에 이르는 이야기를 ≪빈왕록≫에 담았다.
≪빈왕록(賓王錄)≫은 현재 우리나라에 남아 있는 가장 오래된 ‘사행록’이다. ‘사행록’은 사신 행차에 대한 기록이다. ≪빈왕록≫은 ≪제왕운기≫의 저자로 유명한 이승휴가 서장관(書狀官)으로 임명되어 1273년 원나라 수도 대도(大都: 현 북경)를 다녀온 후 1290년 10월에 편집해 남긴 사행 기록(使行記錄)이다. 현재 ≪빈왕록≫은 이승휴의 문집(文集)인 ≪동안거사집(動安居士集)≫ 권4에 수록되어 있기는 하지만, 내용으로 보아서는 문집 안에서 독립된 부분이라 할 수 있다. ≪빈왕록≫은 1개월여 동안 원나라 수도를 향해 가는 과정뿐만 아니라 대도에 도착해서 사절의 예식 절차와 당시의 정경 등을 묘사하고 있어 사료(史料)로서의 가치가 크다.
≪빈왕록≫은 서문에서 ‘어느 날 상자를 뒤지다가 지난날의 삶의 부침(浮沈)이 새로워 사행 기록을 한 부 엮어서 ≪빈왕록≫을 냈다’라는 말과 함께 책 전체를 간단히 요약, 정리하고 있다. 그리고 본문은 크게 두 가지로 나눌 수 있다. 
첫 번째는 개경을 1273년 윤 6월 9일(양력 7월 24일) 출발해 8월 4일(양력 9월 16일) 대도에 도착할 때까지 통과하는 지역 연도(沿道)의 풍물·유적과 장마로 인한 사행단의 고통스러운 모습을 7언 절구, 율시, 배율, 고시 등의 형태로 읊고 있다.
두 번째는 대도에 도착해서 황제를 만나기 전 중추일에 천복사(薦福寺)의 당두노숙(堂頭老宿)을 만나서 시를 지어주고, 8월 21일에는 여강(濾江) 석교(石橋) 관람 길에 올랐다. 이 석교는 세계에서 가장 아름답다는 노구교(蘆溝橋)다. 8월 24일에 황제인 세조(世祖)를 만나 표문을 올리고, 그 후 황후(皇后), 황태자(皇太子), 중서성 단사관(斷事官) 등을 만나 사절로서 예수(禮數)를 행하는 등의 절차를 정리했다. 이때 원 황제에게 올린 표문(表文)이 격식에 맞는 문장이라 하여 칭송이 자자했다. 그 표문 때문에 이승휴는 문장으로 중국을 감동시킨 사람이라고 지칭되었다.

## 서지 정보
- 진성규 역, 2009년, 지식을만드는지식 ISBN 978-89-8499-965-7